# (2230) Yunnan
(2230) Yunnan est un astéroïde de la ceinture principale.

## Description
(2230) Yunnan est un astéroïde de la ceinture principale. Il fut découvert le 29 octobre 1978 à Nanking par l'Observatoire de la Montagne Pourpre. Il présente une orbite caractérisée par un demi-grand axe de 2,86 UA, une excentricité de 0,06 et une inclinaison de 2,6° par rapport à l'écliptique.

## Compléments